# Discopus princeps
Discopus princeps är en skalbaggsart som beskrevs av Bates 1880. Discopus princeps ingår i släktet Discopus och familjen långhorningar. Inga underarter finns listade i Catalogue of Life.